# Emo rap
Emo rap (znany także jako emo hip-hop, sad rap, mumble rap, bop-punk) – gatunek będący połączeniem hip-hopu i muzyki emo, który zaczął się rozwijać na scenie rapowej platformy SoundCloud w połowie roku 2010, choć jego początków można się doszukiwać już w 2008 r. w utworze I Feel Like Dying rapera Lil Wayne’a. Największy wzrost popularności gatunku odnotowano w 2018 roku.
Gatunek łączy cechy muzyki hip-hopowej, takie jak beaty, rap z motywami lirycznymi i wokalami powszechnie występującymi w muzyce emo. Gatunek czerpie również wpływy z podgatunków rocka, takich jak indie rock, pop punk i nu metal, a także elementy muzyki trap, cloud rap i alternatywnego hip-hopu. Emo rap jest czasami mylony z „SoundCloud rapem”.

## Charakterystyka
Emo rap odchodzi od „tradycyjnych” tonów występujących we współczesnym mainstreamowym hip-hopie na rzecz bardziej emocjonalnej i osobistej treści lirycznej, opisanej przez Wall Street Journal jako „dającą starszyźnie palec”. Koncentrują się na takich tematach, jak depresja, samotność, lęk, nadużywanie narkotyków, nihilizm, samobójstwa, zawód miłosny i samoleczenie. Gatunek ten charakteryzuje się połączeniem elementów muzycznych powszechnie spotykanych w świadomym hip-hopie z instrumentami indie rock. Horse Head z kolektywu GothBoiClique opisał muzykę jako „…trochę nostalgiczna, ale jest też nowa… nikt jeszcze nie zrobił podobnego gów*a. Przypomina emo rap i melodyjny trap”. Fani i artyści tego gatunku wraz ze sceną, która go otacza, są często określani jako „sad boys”, w odniesieniu do grupy muzycznej emo rapera Yung Lean’a o tej samej nazwie.
Beaty emo hip-hop generalnie zawierają prawdziwe instrumenty. Sampling często wykorzystuje utwory pop punk i emo z 2000 roku, połączenie to zostało spopularyzowane po raz pierwszy przez MC Larsa w 2004 roku. Znaczna część samplingu została wymyślona przez artystów, którzy zainspirowali ten gatunek, takich jak American Football i Brand New. 

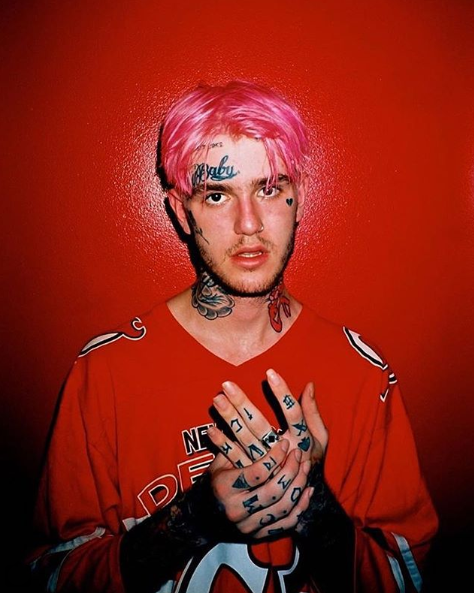
Lil Peep – jeden z pionierów emo hip-hopu.